# Celosia pseudovirgata
Celosia pseudovirgata là loài thực vật có hoa thuộc họ Dền. Loài này được Schinz mô tả khoa học đầu tiên năm 1912.